# ۵ روز جنگ
۵ روز جنگ (انگلیسی: 5 Days of War) فیلمی آمریکایی در سبک اکشن، جنگی و درام به کارگردانی رنی هارلین است که در سال ۲۰۱۱ منتشر شد.

## خلاصه داستان
در این فیلم که در مورد جنگ میان روسیه و گرجستان است. خبرنگاری آمریکایی به همراه فیلمبردارش و همین‌طور یک راهنمای گرجستانی در میان این درگریری‌ها گرفتار می‌شوند و ..

## بازیگران
- اندی گارسیا
- وال کیلمر
- ریچارد کویل
- امانوئل چریکی
- روپرت فرند
- رادین کاین
- راده سربزیا
- آنتیه تراوه
- هدر گراهام